# Fosfoglicerol geranilgeraniltransferaza
Fosfoglicerol geranilgeraniltransferaza (EC 2.5.1.41, glicerol fosfat geranilgeraniltransferaza, geranilgeranil-transferaza, preniltransferaza, (S)-3-O-geranilgeranilgliceril fosfat sintaza, (S)-geranilgeranilgliceril fosfat sintaza, GGGP sintaza, (S)-GGGP sintaza, GGGPS, geranilgeranil difosfat:sn-gliceril fosfat geranilgeraniltransferaza, geranilgeranil difosfat:-glicerol-1-fosfat geranilgeraniltransferaza) je enzim sa sistematskim imenom geranilgeranil-difosfat:sn-glicerol-1-fosfat geranilgeraniltransferaza. Ovaj enzim katalizuje sledeću hemijsku reakciju
geranilgeranil difosfat + sn-glicerol 1-fosfat {\displaystyle \rightleftharpoons } difosfat + sn-3-O-(geranilgeranil)glicerol 1-fosfat
Ovaj citosolni enzim katalizuje prvi korak biosinteze membranskog dietarskog lipida kod arhabakterija. Za njegovo maksimalno dejstvo je neophodan Mg2+.

## Literatura
- Nicholas C. Price; Lewis Stevens (1999). Fundamentals of Enzymology: The Cell and Molecular Biology of Catalytic Proteins (Third изд.). USA: Oxford University Press. ISBN 019850229X.
- Eric J. Toone (2006). Advances in Enzymology and Related Areas of Molecular Biology, Protein Evolution (Volume 75 изд.). Wiley-Interscience. ISBN 0471205036.
- Branden C; Tooze J. Introduction to Protein Structure. New York, NY: Garland Publishing. ISBN 0-8153-2305-0.
- Irwin H. Segel. Enzyme Kinetics: Behavior and Analysis of Rapid Equilibrium and Steady-State Enzyme Systems (Book 44 изд.). Wiley Classics Library. ISBN 0471303097.

## Spoljašnje veze
- Phosphoglycerol+geranylgeranyltransferase на 